# Янн, Жан
Жан Янн (фр. Jean Yanne, 18 июля 1933, Ле-Лила, Сена-Сен-Дени, Франция — 23 мая 2003, Морзенс, Марна, Франция) — французский актёр, сценарист, режиссёр, журналист.

## Биография
До карьеры актёра занимался журналистикой. Умер от сердечного приступа в ходе съёмок фильма «Атомный цирк: Возвращение Джеймса Батлла» Тьерри и Дидье Пуаро.

## Личная жизнь
Был женат на французской актрисе Мими Кутелье (1956 г.р.). У пары двое детей.

## Фильмография

### Актёр
- 1952: Кожаный нос / Nez de cuir
- 1964: Жизнь наизнанку / La vie à l’envers
- 1965: Скажи мне, кто убил / Dis-moi qui tuer
- 1966: Святой выходит на след / Le Saint prend l’affût
- 1966: Демаркационная линия / La Ligne de démarcation
- 1967: Уик-энд / Weekend
- 1969: Мясник / Le Boucher
- 1969: Пусть умрёт зверь / Que La Bete Meure
- 1971: Прыжок ангела / Le saut de l’ange
- 1971: Возвращение надоедливой букашки / Fantasia chez les ploucs
- 1972: Мы не состаримся вместе / Nous ne vieillirons pas ensemble
- 1977: Перестань называть меня крошкой / Moi, fleur bleue
- 1977: Обвинитель / L’Imprécateur
- 1981: Асфальт / Asphalte
- 1983: Папаша сопротивляется / Papy fait de la résistance
- 1983: Ханна К. / Hanna K.
- 1986: Волк на пороге / Oviri
- 1987: Бандит / Attention Bandits!
- 1988: Быстрее молнии / Quicker Than The Eye
- 1992: Индокитай / Indochine
- 1993: В модном стиле / A La Mode
- 1994: Смотри, как падают люди / Regarde les hommes tomber
- 1995: Гусар на крыше / Le Hussard sur le toit
- 1996: Безрассудный Бомарше / Beaumarchais, l’insolent
- 1996: Дети мерзавца / Enfants de salaud
- 1996: Дезире / Desire
- 1998: Плот Медузы / Le radeau de la Méduse
- 1999: Любимая тёща / Belle Maman
- 2000: Актёры / les Acteurs
- 2001: Братство волка / Le Pacte des loups
- 2003: Семья Тибо / Les Thibault
- 2003: Расплата / Gomez & Tavarès

### Режиссёр
- 1972: Все прекрасны, все милы / Tout le monde il est beau, tout le monde il est gentil
- 1973: Я хотеть за эти бабки / Moi y’en a vouloir des sous
- 1974: Китайцы в Париже / Les Chinois à Paris
- 1975: Chobizenesse
- 1979: Я тебя тереблю, и ты меня теребишь за бородёнку / Je te tiens, tu me tiens par la barbichette
- 1982: Без четверти два до нашей эры / Deux heures moins le quart avant Jésus-Christ
- 1985: Свобода, равенство, кислая капуста / Liberté, égalité, choucroute

## Документальные фильмы
- 2016 — Вернись, Жан Янн. Мы стали (полными) идиотами! / Jean Yanne reviens! On est devenus (trop) cons (реж. Фабрис Гардель / Fabrice Gardel, Эдвард Бёклер / Edward Beucler, Кристиан Бернардер / Christian Bernarder)